# Guillermo Cabrera Infante
Guillermo Cabrera Infante (22. dubna 1929, Gibara, Kuba – 21. února 2005, Londýn) byl kubánský spisovatel, překladatel a scenárista. V roce 1997 se stal laureátem Cervantesovy ceny. Narodil se v Gibaře, kubánské provincii Oriente. Zprvu podporoval kubánskou revoluci a po roce 1959 zastával různé kulturní funkce, po třech letech však emigroval nejprve do Španělska a posléze do Londýna, kde prožil takřka celou druhou polovinu života.

## České překlady ze španělštiny
- Tři truchliví tygři[5] (orig. 'Tres tristes tigres'). 1. vyd. Praha: Fra, 2016. 544 s. Překlad: Anežka Charvátová
- Přelétavá nymfa[6] (orig. 'La ninfa inconstante'). 1. vyd. Praha: Paseka, 2010. 209 s. Překlad: Petr Zavadil. ISBN 978-80-7432-081-1. (nominace na Magnesia Litera 2011 za překladovou knihu)